# Cache (データベース管理システム)
Caché（キャシェ）は、インターシステムズが開発したプロプライエタリなMUMPSベースのデータベース管理システムである。インターシステムズはその特徴を「ポストリレーショナル」と称している。Cachéは同じデータに対して、SQLアクセス、オブジェクトアクセス、階層型アクセスを提供している。
CachéはWindows、各種UNIX、macOS、OpenVMSで動作する。
内部的にはCachéは多次元配列にデータを格納し、階層的構造化データとして扱うこともできる（MUMPSのglobalsとして知られているが、インターシステムズはMUMPSの名をあまり使いたがらない）。しかし、多くのアプリケーションはオブジェクトアクセス手法かSQLアクセス手法を使う。アプリケーションのビジネスロジックの開発にはCaché ObjectScriptやCaché Basicを使う。外部インタフェースとしては、C++、Java、EJB、ActiveXへのNative Object Bindingがある。関係アクセスや高性能ダイレクトインタフェースとして、JDBC とODBCがある。XMLとWebサービスもサポートされている。Caché Server Pagesにより、Cachéデータベース上のデータを使って動的にWebページを生成するアプリケーションを構築可能である。
Cachéは高速さが特徴であるといわれ、リアルタイム・アプリケーションに最適とされている。高速さの要因として、データを最初から構造的に扱うこと、データをなるべくメモリ上に保とうとするアーキテクチャであることが挙げられる。
この製品の主な顧客はアメリカの大病院が多く、電子カルテ (EMR) システムをCachéで実現している。他にもネット証券会社アメリトレードなどもCachéを利用している。

## 競合する製品
主な競合製品/企業は、DB2 (IBM)、Microsoft SQL Server（マイクロソフト）、Oracle、Sybaseなどである。
同じ用途で関係データベースと比較したとき、特に複雑なリレーションシップを含むシステムにおいてCachéは遥かに性能が良い（あるいはスケーラビリティが良い）とされる。この特徴は通常の関係データベース管理システム (RDBMS) においてボトルネックとなりがちなO/Rマッピングを必要としない、MUMPSに由来するデータ構造によるものである。